# Conflict: Desert Storm
Conflict: Desert Storm – taktyczna strzelanka trzecioosobowa stworzona przez studio Pivotal Games, a wydana przez SCi Games w Europie i Gotham Games w Ameryce Północnej na platformach Microsoft Windows, PlayStation 2, Xbox oraz GameCube w 2002 roku. Jest to pierwsza odsłona serii Conflict, osadzona w realiach I wojny w Zatoce Perskiej. Gra umożliwia dowodzenie czteroosobowym oddziałem amerykańskich lub brytyjskich sił specjalnych w walce przeciwko wojskom irackim.

## Fabuła
Irak rozpoczyna inwazję na Kuwejt 2 sierpnia 1990 roku. Snajper sił specjalnych Paul Foley oraz jego kolega z drużyny zostają wysłani za linie wroga, aby zniszczyć strategicznie położony most i spowolnić natarcie sił irackich, lecz przy próbie wsadzenia mostu towarzysz Foleya zostaje zabity, a sam Foley schwytany. Następnego dnia strzelec John Bradley zostaje przerzucony w tę samą okolicę, aby uratować Foleya i ukończyć jego misję. Most zostaje wysadzony, a obaj żołnierze ewakuują się helikopterem.
Następnie Bradley i Foley zostają wysłani do Kuwejtu po tym, jak emir tego kraju wpada w zasadzkę sił irackich podczas ewakuacji miasta. Po uratowaniu emira, dwaj komandosi łączą się z trzecim żołnierzem z drużyny, Mickiem Connorsem, specjalistą od broni ciężkiej i przebijają się przez wrogą piechotę oraz pojazdy pancerne, aby ewakuować się z emirem śmigłowcem RAF-u po drugiej stronie miasta.
W trakcie operacji Pustynna Burza oddział sił specjalnych, do którego dołączył David Jones, ekspert od ładunków wybuchowych, dokonuje szeregu operacji na terytorium Iraku. Zaczyna się od rajdu na iracką bazę lotniczą, mającego na celu wykradzenie istotnych danych na temat nieprzyjacielskich wyrzutni SCUD oraz zniszczenie myśliwców MiG-29, składu paliwa lotniczego i radaru wczesnego ostrzegania. Wykorzystując dane skradzione z bazy lotniczej, oddział udaje się w inny region Iraku, aby zniszczyć wyrzutnie i uniemożliwić Irakowi zaatakowanie Izraela. Żołnierzom udaje się oczyścić w sumie trzy obszary zawierające duże zgromadzenie wyrzutni SCUD, osłanianych przez czołgi i pojazdy pancerne, a także zakłócić irackie linie komunikacyjne, wysadzając bunkier łączności w jednym z tych obszarów. Wkrótce potem, podczas powrotu do bazy macierzystej, helikopter Black Hawk ewakuujący oddział zostaje zestrzelony przez pocisk z irackiego granatnika. Żołnierze sił specjalnych są zmuszeni do obrony płaskowyżu przed atakującymi siłami irackimi, dopóki nie nadleci helikopter poszukiwawczo-ratowniczy, aby ewakuować oddział oraz poszkodowaną załogę pierwszego śmigłowca.
Wojna w Zatoce trwa. Oddział sił specjalnych bierze udział w bitwie o Al-Chafdżi, kiedy to saudyjskie miasto zostaje najechane przez iracką piechotę i czołgi. Przy pomocy ostrzału artyleryjskiego żołnierze oczyszczają teren z wrogich sił. Wkrótce potem, gdy wojska irackie zaczynają wycofywać się z Kuwejtu, siły specjalne zostają wysłane, aby zniszczyć iracką obronę przeciwlotniczą, tym samym umożliwiając nalot lotnictwa Koalicji, który zniszczy most i uniemożliwi wrogowi dalszy odwrót. Gdy 27 lutego 1991 roku rusza główna ofensywa sił Koalicji na granicy Kuwejtu, oddział zostaje przeniesiony na linię frontu, aby oczyścić drogę z min i jeży dla amerykańskiej kawalerii pancernej i zaatakować wycofującą się Dywizję Tawalkana irackiej Gwardii Republikańskiej. W starciu stylizowanym na bitwę o Punkt Norfolk oddział niszczy wiele pułapek, czołgów wroga i samobieżnych stanowisk obrony przeciwlotniczej, zadając nieprzyjacielowi ostateczny cios dzięki wezwaniu wsparcia powietrznego w postaci pocisków samolotów A-10 Warthog.
Kiedy wojna ma się ku końcowi, siły specjalne zostają wysłane na tajną misję do Bagdadu, by pod osłoną nocnego bombardowania dokonanego przez bombowce F-117 Nighthawk uratować amerykańskich jeńców wojennych z obozu. Oddziałowi udaje się ocalić trzech jeńców i ewakuować się razem z nimi ciężarówką. Pod koniec lutego 1991 roku wywiady państw Koalicji wykrywają, że w irackiej fabryce na południu Bagdadu został umieszczony międzykontynentalny pocisk balistyczny radzieckiej produkcji. Zdając sobie sprawę z zaistniałego zagrożenia, dowództwo postanawia wysłać Bradleya, Foleya i Connorsa na misję wraz z naukowcem o nazwisku Franklin, aby rozbroić pocisk i zabrać z fabryki pluton, który Irak mógłby wykorzystać do produkcji głowic nuklearnych. Pomimo silnego oporu, oddziałowi udaje się przedostać do fabryki kanałami i wykraść pluton, unieszkodliwić rakiety rękami doktora Franklina oraz ewakuować się z Bagdadu helikopterem.
Choć Kuwejt zostaje wyzwolony, Naczelny Wódz armii irackiej, fikcyjny generał Aziz, odmawia złożenia broni i przygotowuje się do walki do ostatniego człowieka w trudnym, górzystym terenie na północy Iraku. Oddział sił specjalnych zostaje wysłany w pobliże jego bazy, aby zabić Aziza i zakończyć wojnę. Ponieważ siedziba generała jest silnie bronionym bunkrem w XIII-wiecznym forcie krzyżowców, żołnierze są zmuszeni najpierw zniszczyć obronę zewnętrzną, przedostać się do fortu, a następnie zlikwidować jego obronę przeciwlotniczą. Na bunkier Aziza wzywają nalot lotnictwa Koalicji, niszcząc go. Chociaż generał Aziz próbuje uciec przed bombardowaniem, zostaje zastrzelony przez żołnierzy sił specjalnych, gdy opuszcza wraz z ochroną swoją kryjówkę, a oddział zostaje ewakuowany śmigłowcem.
Po śmierci generała Aziza armia iracka poddaje się bezwarunkowo siłom Koalicji. W wyzwolonym mieście Kuwejt emir znany z drugiej misji publicznie dziękuje wszystkim mężczyznom i kobietom, którzy z narażeniem życia walczyli za jego kraj, a oddział sił specjalnych otrzymuje gratulacje od dowódców i obietnicę wynagrodzenia za ich trud.

## Rozgrywka
Gracz ma możliwość wyboru, czy będzie grał żołnierzami amerykańskiego Delta Force, czy brytyjskiego 22 Pułku SAS. W praktyce jednak otrzymuje to samo uzbrojenie i zadania do wykonania, a żołnierze różnią się jedynie kolorem mundurów. Oddział składa się z czterech żołnierzy: dowódcy, Johna Bradleya, który jest standardowo uzbrojony w karabin M16, snajpera Paula Foleya, który posługuje się głównie karabinem wyborowym Barrett M82, specjalisty od broni ciężkiej Micka Connorsa, władającego wszelkiego rodzaju karabinami maszynowymi i granatnikami przeciwpancernymi (domyślenie uzbrojony w karabin maszynowy M249 SAW) oraz eksperta od ładunków wybuchowych Davida Jonesa, który skuteczne posługuje się C4 i minami Claymore, a do walki z piechotą przeciwnika używa pistoletu maszynowego MP5. Ponadto każdy z żołnierzy zabiera na misję sporą liczbę granatów odłamkowych, dymnych i błyskowych, nóż bojowy, apteczki oraz inny sprzęt wojskowy. W dwóch misjach występują postacie niegrywalne: emir Kuwejtu i doktor Franklin, którym można wydawać rozkazy przemieszczania się, lecz nie potrafią oni obsługiwać broni i nie biorą udziału w walce. Przed rozpoczęciem kampanii gracz może przejść dwuczęściowy samouczek, symulujący prawdziwe szkolenie wojskowe w bazie położonej gdzieś w Stanach Zjednoczonych.
Przed każdą misją gracz jest zapoznawany z sytuacją operacyjną za pomocą filmików wprowadzających stylizowanych na odprawę wojskową. Cele do wykonania gracz otrzymuje z góry i nie zmieniają się one w trakcie misji. Nie ma możliwości wyboru broni przed rozpoczęciem zadania, lecz podczas gry można przezbroić się na broń iracką, spotykaną w bazach i na posterunkach nieprzyjaciela. Gracz przełącza się pomiędzy członkami oddziału przypisanym do tej czynności klawiszem. Aktualnie sterowany przez gracza żołnierz jest w danej chwili dowódcą i może  wydawać rozkazy zarówno całemu oddziałowi, jak i pojedynczemu koledze z oddziału, takie jak marsz, pozostanie na pozycjach, otwarcie ognia itd. Krytycznie raniony żołnierz oddziału nie ginie od razu, lecz przez pewien czas koledzy mogą go uratować przy użyciu apteczek. W przypadku śmierci jednego z bohaterów, w kolejnej misji jest on zastępowany przez słabo wyszkolonego rezerwistę. Za osiągnięcia w czasie misji żołnierze są nagradzani punktami doświadczenia, które zwiększają ich skuteczność bojową, a także medalami i orderami wojskowymi (w zależności od wybranej nacji, amerykańskimi lub brytyjskimi).
Do użytku gracza oddano kilkadziesiąt rodzajów broni państw Koalicji, a także zdobycznego uzbrojenia irackiego, głównie produkcji radzieckiej. Gra umożliwia także w niektórych misjach sterowanie pojazdami: Humvee wyposażonym w granatnik przeciwpancerny i karabin maszynowy Browning M2 oraz czołgiem M2 Bradley.
Tryb wieloosobowy pozwala graczom ukończyć kampanię w trybie współpracy. Wersja na PlayStation 2 umożliwia kooperację dla dwóch graczy, podczas gdy wersje na Xbox i GameCube pozwalają na zabawę w tym trybie dla 2-4 graczy. Wersja na komputery osobiste nie obsługuje trybu współpracy.

## Odbiór
Do lipca 2006 roku Conflict: Desert Storm w wersji na konsolę PlayStation 2 sprzedał się w 800 000 egzemplarzy i zarobił 24 miliony dolarów w Stanach Zjednoczonych. Czasopismo komputerowe „Next Generation” umieściło ją na 76. pozycji na liście najlepiej sprzedających się gier wydanych na PlayStation 2, Xbox lub GameCube w okresie od stycznia 2000 do lipca 2006 roku w USA. Łączna sprzedaż serii Conflict osiągnęła 1,3 miliona sztuk w Stanach Zjednoczonych do lipca 2006 roku.
Od recenzentów gra otrzymała jednak mieszane recenzje.  Martin Taylor z portalu EuroGamer nazwał Desert Storm „imponującym dziełem Pivotal” i chwali grę za wartką akcję, ciekawe misje oraz udźwiękowianie, chociaż krytykuje słabą grafikę (rozmyte tekstury i kanciaste kształty) oraz niedopracowane AI. O wiele bardziej krytyczną recenzję opublikował Jeff Gerstmann z serwisu GameSpot, który wystawił grze ocenę „słaba” (ang. „poor”). Wytyka Conflictowi chaotyczne sterowanie, skomplikowany i niewygodny interfejs oraz system dowodzenia drużyną i słabą grafikę. „Problematyczna rozgrywka i przeciętny wygląd uniemożliwiają tej grze odniesienie sukcesu na jakimkolwiek poziomie”, wyrokuje Gertsmann. Polski recenzent Piotr Stasiak z portalu Gry-Online zwrócił natomiast uwagę na kontekst historyczno-polityczny, w jakim ukazał się Conflict: Desert Storm, w 2002 roku, a więc w przededniu wybuchu kolejnej wojny w Iraku: „To wręcz podręcznikowy przykład na to, jak ze swym programistycznym dziełem wpasować się w sytuację na świecie. W chwili, gdy wszystkie gazety zastanawiają się, czy i kiedy będzie wojna w Iraku, a stacje telewizyjne co wieczór nadają korespondencje znad Zatoki Perskiej, na sklepowe półki trafia „Conflict: Desert Storm” (z polskim dopiskiem – „Pustynna Burza”)”. Chwali przy tym duże zróżnicowanie dostępnego uzbrojenia i wartką akcję, piętnuje zaś niedociągnięcia graficzne, skomplikowane sterowanie, brak realizmu i zbyt niski poziom trudności, ogólnie oceniając grę jako przeciętną.